# Shefali Shah
Pour les articles homonymes, voir Shah (homonymie).
Shefali Shah, née Shefali Shetty à Bombay (Inde) en juillet 1972, est une actrice indienne.

## Filmographie partielle

### Au cinéma
- 1998 : Satya (en)
- 2000 : Mohabbatein : Nandini, la belle-sœur de Kiran
- 2001 : Le Mariage des moussons : Ria Verma
- 2007 : Gandhi, My Father : Kasturba Gandhi
- 2007 : The Last Lear (en)
- 2015 : Brothers

## Récompenses et distinctions
- 2007 : Festival international du film de Tokyo : prix de la meilleure actrice pour Gandhi, My Father